# Francky Vandendriessche
Francky Vandendriessche (Kortrijk, 7 april 1971) is een Belgisch voormalig voetballer die tussen 1991 en 2007 dienstdeed als doelman. Na zijn carrière werd hij actief als keeperstrainer.

## Spelerscarrière
In 1979 begon Francky Vandendriessche zijn loopbaan als veldspeler bij SV Waregem. Zoals andere doelmannen begon zijn keeperscarrière wanneer de doelman tijdens een wedstrijdje gekwetst uitviel en er geen reserve voorhanden was. Hij doorliep alle jeugdreeksen van SV Waregem en kwam in 1989/90 in de A-kern terecht. In 1991 debuteerde hij in Eerste klasse. Vandendriessche bleef tot 1998 bij SV Waregem (combinatie van eerste en tweede klasse) en stapte toen over naar Excelsior Moeskroen. Hij zou er zeven seizoenen blijven. Hij speelde 200 wedstrijden in eerste klasse en werd in 2002 uitgeroepen tot Keeper van het Jaar.
Vandendriessche schopte het ook tot Rode Duivel, weliswaar als invallersstatus. Zo maakte hij het WK 2002 mee in Japan en Zuid-Korea als derde doelman. Op 29 maart 2003 debuteerde hij als doelman voor de nationale ploeg in een voorrondewedstrijd voor het EK 2004 in Portugal tegen Kroatië onder toenmalig bondscoach Aimé Antheunis na een uitstekend seizoen te hebben gespeeld met Excelsior Moeskroen. Hij incasseerde echter een doelpunt dat veel commotie veroorzaakte. Een voorzet van Darijo Srna dwarrelde pardoes binnen, waarvoor Vandendriessche hierna werd bekritiseerd. Opvallend was wel dat dit ook zijn laatste interland was en dat Vandendriessche geen tweede kans meer werd gegund.
Vanaf medio 2005 werd Francky Vandendriessche bij Cercle Brugge eerste doelman en er werd veel van hem verwacht, maar de klasse die hij toonde in z'n Moeskroen-periode, kon hij op een paar wedstrijden na, bij Cercle niet tonen.

## Trainerscarrière
In mei 2007 ging Vandendriessche als keeperstrainer aan de slag bij Excelsior Moeskroen, de club waar hij jarenlang tussen de palen had gestaan. In de zomer van 2009 ging hij ook de keepers van de Rode Duivels trainen. In die functie kwam hij in oktober 2009 in opspraak nadat doelman Stijn Stijnen plotseling bedankte voor België. Vandendriessche zou de opstelling van een wedstrijd naar Stijnen gelekt hebben en daaruit bleek dat Stijnen niet zou spelen. De nieuwe bondscoach Dick Advocaat reageerde door Vandendriessche op non-actief te stellen. Wat later werd Vandendriessche door de Belgische voetbalbond ontslagen. Op zijn persconferentie sprak Vandendriessche de woorden "Ik ben geflikt door een journalist".
Voor zijn aanstelling bij de Rode Duivels had Vandendriessche in de zomer van 2009 al de overstap gemaakt van Moeskroen naar het naar Tweede klasse gedegradeerde RAEC Mons. In het voorjaar van 2011, nog voordat Mons zich had verzekerd van zijn terugkeer naar het hoogste niveau, koos hij voor een overstap naar KV Kortrijk na afloop van het seizoen. Na zijn debuutseizoen bij KV Kortrijk, dat dat seizoen de finale van de Beker van België haalde, keerde Vandendriessche terug naar Mons. Daar was Enzo Scifo, die hij nog kende van bij Moeskroen, inmiddels hoofdtrainer geworden.
In juni 2014 ruilde Vandendriessche, die een jaar eerder een aanbod van Club Brugge had afgeslagen, Mons in voor KAA Gent. In zijn debuutseizoen bij Gent won Vandendriessche meteen de landstitel. De West-Vlaming was tien jaar lang keeperstrainer van Gent, dat hij in juni 2024 inruilde voor een nieuw avontuur bij KV Kortrijk.